# Waldemar Heigenhauser
Waldemar Heigenhauser (* 24. Mai 1939 in Saalfelden am Steinernen Meer) ist ein ehemaliger österreichischer Skisportler, der im Skispringen und in der Nordischen Kombination startete.

## Werdegang
Heigenhauser gab sein internationales Debüt als Spezialspringer bei der Vierschanzentournee 1957/58. Dabei startete er ausschließlich auf der Paul-Außerleitner-Schanze in Bischofshofen und errang nach einem 43. Platz dort in der Tournee-Gesamtwertung Platz 60. Bei der folgenden Vierschanzentournee 1958/59 startete er bei beiden Springen in Österreich und landete damit auf Platz 55 der Gesamtwertung. Nachdem er bei der Vierschanzentournee 1959/60 nur den letzten Platz der Gesamtwertung belegt hatte, legte Heigenhauser zwei Jahre Pause ein, bevor er bei der Vierschanzentournee 1962/63 sein internationales Comeback gab und dabei zum ersten und einzigen Mal alle vier Springen bestritt. Nach einem guten 20. Platz auf der Schattenbergschanze in Oberstdorf und Platz 33 auf der Bergiselschanze in Innsbruck landete er in Garmisch-Partenkirchen auf dem 13. und in Bischofshofen auf dem 12. Platz. Mit den damit gewonnenen 735,9 Punkten belegte er Platz 14 der Gesamtwertung.
In der Folge konnte Heigenhauser diese Erfolge nicht wiederholen. Bei den Olympischen Winterspielen 1964 in Innsbruck startete er nur in der Nordischen Kombination und konnte nach Rang 11 im Springen und Rang 25 im Skilanglauf den 19. Platz im Einzel erreichen. Vier Jahre später bei den Olympischen Winterspielen 1968 in Grenoble reichte es für Heigenhauser nur zu Rang 35.
Zuvor bestritt er als Spezialspringer noch einmal die Vierschanzentournee 1963/64 und die Vierschanzentournee 1964/65 jedoch konnte er seine Leistungen aus der vorolympischen Saison 1962/63 nicht wiederholen und beendete die Tourneen nur auf den Plätzen 64 und 84 der Gesamtwertung.
Bei den österreichischen Meisterschaften 1964 in Feldkirchen in Kärnten führte er nach dem Sprunglauf vom 20. Februar klar mit 276,8 Punkten vor Franz Scherübel (227,3 Punkte), jedoch brachen ihm anderntags beim 15-km-Langlauf beide Skier, als er schon 700 m nach dem Start auf einer Eisplatte ausrutschte und auf eine neben der Loipe apere Straße stürzte. Er eilte zwar zurück und schnallte sich andere Skier an, die aber nicht für den Wettkampf zugelassen waren, so dass er disqualifiziert wurde.

## Statistik

### Vierschanzentournee-Platzierungen
| Saison  | Platz | Punkte |
| ------- | ----- | ------ |
| 1957/58 | 60.   | 190,9  |
| 1958/59 | 55.   | 287,9  |
| 1959/60 | 47.   | 168,3  |
| 1962/63 | 14.   | 735,9  |
| 1963/64 | 91.   | 187,9  |
| 1964/65 | 64.   | 355,6  |
| 1965/66 | 84.   | 300,5  |

### Österreichische Meisterschaften Platzierungen
- 1962 Bad Goisern: Rang 2 in der Nordischen Kombination am 1./2. Februar[3][4]
- 1963 Murau: Rang 2 in der Nordischen Kombination am 14./15. Februar[5]
- 1964 Feldkirchen in Kärnten: Rang 3 im Spezialspringen am 23. Februar[6]
- 1965 Breitenwang: Sieg in der Nordischen Kombination am 19./20. Februar[7] sowie Rang 2 im Spezialspringen am 21. Februar[8]
- 1966 Villach: Rang 2 in der Nordischen Kombination am 10./11. Februar[9]